# (7206) Shiki
(7206) Shiki (1996 QT) – planetoida z pasa głównego asteroid okrążająca Słońce w ciągu 5,26 lat w średniej odległości 3,02 j.a. Odkryta 18 sierpnia 1996 roku.